# حسن دكاك
حسن دكاك (1 يناير 1956 – 13 يوليو 2011)، ممثل سوري.

## حياته
ولد بدمشق عام 1956. تخرج من كلية الحقوق جامعة دمشق. انتسب إلى نقابة الفنانين السوريين عام 1982. شارك في العديد الأعمال المسرحية والسينمائية والإذاعية والتلفزية السورية منها سلسلة (مرايا) ومسلسل باب الحارة بأجزائه الخمسة بدور أبو بشير الفران. حاصل على جائزة مهرجان القاهرة للإذاعة والتلفزيون كأفضل ممثل.

## وفاته
تُوفي حسن دكاك فجر يوم الأربعاء 13 يوليو / تموز 2011 إثر نوبة قلبية حادة أصابته بمنزله في دمشق.
وعند الظهر من النفس اليوم شُيع جثمانه بحي سويقة بالميدان - مسقط رأسه - وصلى عليه صلاة الجنازة بعد صلاة الظهر بجامع النقشبدي، وقد ووريَ الثرى بمقبرة باب الصغير بدمشق، وقد شارك في الجنازة إلى جانب أهله وذويه مجموعة من الفنانين السوريين أولهم أصدقائه المقربين وفيق الزعيم وياسر العظمة إضافة إلى فراس إبراهيم، ومحمد خير الجراح، والأخوين مؤمن وبشار الملا، وصالح الحايك، وغادة بشور، وهشام شربتجي، وعبد الهادي الصباغ، وأحمد مللي، ومأمون الفرخ.

## أعماله
شارك حسن دكاك في أكثر من 139 عملًا، ومن أهمها:

### المسـرح
قاضي وادي الزيتون - رؤى سيمون ماشار - المفتش العام - السمرمر - المهرج والعديد من الأعمال الأخرى.

### الإذاعة
طاحونة الأسرار والعديد من الأعمال الأخرى.

### السـينما
أحلام المدينة - وقائع العام المقبل - الليل - الكفرون - آآآه يا بحر.

### التلفزيون
- الدغري
- الحنطة وبس
- الهجرة إلى الوطن
- هجرة القلوب إلى القلوب
- حمام القيشاني
- أبو كامل
- العروس
- عائلة فهيم
- يوميات فهمان
- هوى بحري
- نساء بلا أجنحة
- مرايا
- حكايا
- سفر
- محاولات
- حكايات عربية
- عودة غوار
- حالات
- آخر أيام التوت
- رحلة عبد المطيع
- عودة عصويد
- إخوة التراب
- المجهول
- تل اللوز
- شام شريف
- خلف الجدران
- طقوس الحب والكراهية
- أزهار الشتاء
- الطويبي
- موزاييك
- المحكوم
- زائر الليل
- ياقوت الحموي
- حد السيوف
- المغنون
- سباق المسافات
- الهروب
- ليالي الصالحية
- باب الحارة
- حسيبة
- رجال العز
- الزعيم
- المرحون
- بيت جدي

## روابط خارجية
- حسن دكاك على موقع IMDb (الإنجليزية)
- حسن دكاك على موقع قاعدة بيانات الأفلام العربية